# Batang Kabung (Pariaman Timur)
Batang Kabung is een bestuurslaag in het regentschap Pariaman van de provincie West-Sumatra, Indonesië. Batang Kabung telt 1176 inwoners (volkstelling 2010).